# Dragan Marković
Dragan Marković (in serbo Драган Марковић?; Štip, 24 aprile 1974) è un ex cestista jugoslavo.

## Palmarès
- Coppa di Jugoslavia: 1

Partizan Belgrado: 2000
- Supercoppa polacca: 1

Prokom Sopot: 2001
- Campionato polacco: 1

Prokom Sopot: 2003-04
- Coppa del Belgio: 1

Mons: 2006